# 구탄당
구탄당(九炭糖, 영어: nonose)는 9개의 탄소 원자가 포함된 단당류이다.

## 구탄당의 예
- 뉴라민산
- 시알산